# Lubinszky Ödön
Királydaróczi Lubinszky Ödön (Hódmezővásárhely, 1860. szeptember 6. – Budapest, Terézváros, 1939. január 18.) színész.

## Életútja
Lubinszky Ignác vásárhelyi közjegyző és Herman (Hermann) Johanna fiaként született. A Hódmezővásárhelyi Református Főgimnáziumban tanult, később a műkedvelő társulat tagja lett. Tanulmányait 1879-től a Budapesti Királyi Magyar Tudományegyetem Jog- és Államtudományi Karán folytatta, de a következő évben színi pályára lépett Bogyó Alajosnál. 1882–84-ben Kolozsvárt működött a Nemzeti Színháznál. Tagja volt a Városligeti Színkörnek, majd az 1890-es években a Népszínháznak. Innen a Nemzeti Színház hívta meg. 1909-től a Vígszínház, majd 1917-től Sziklay Kornél városligeti társulatának tagja volt. Halálát húgyvérűség okozta.

## Családja
Első neje Boér (Glazer) Hermin (1860–1945) színésznő, akivel 1883. szeptember 27-én házasodtak Kolozsvárott. Második felesége Piros Eugénia (Cegléd, 1865. október 24. – Budapest, 1910. december 22.), akivel 1904. szeptember 22-én Budapesten kötött házasságot. Harmadik felesége Kis (Kiss) Mária volt (elhunyt Budapest, 1943. február 24.), akivel 1911. január 8-án esküdött Budapesten, a terézvárosi plébánián.
Fia Lubinszky Ödön (1884. október 7. – Budapest, 1933. január 16.) (aki 1916. szeptember 14-én Budapesten feleségül vette Stolcz Paulinát).
Másik fia Lubinszky Lajos Andor Tibor (Budapest, 1888. november 13. – Ukrajna, 1943. április 10.). Színi pályára lépett 1910-ben. 1913 áprilisában – mint a Nemzeti Színház tagja – elnyerte a Farkas–Ratkó-díjat, a második világháborúban hősi halált halt. Az ő első neje Rajz (Reisz) Margit, szintén színésznő (született 1889. november 3-án, Belényesen, Bihar megye), Rajz Ödön (Reisz Jenő) és Vámosi Gizella színészek leánya. 1907-ben lett színésznő. Házasságuk Lubinszky Lajos Andor Tiborral 1908. augusztus 18-án volt Budapesten, a Józsefvárosban, 1935-ben elváltak. Második neje Szoják Mária, akit 1935. május 30-án vett feleségül Budapesten.
Lánya Lubinszky Melánia (Szepesi Ferencné, Budapest, 1894. március 19. – Budapest, 1973. december 14.).
Unokája Lubinszky Tibor (1909–1956) színész.